# Labichea
Classification phylogénétique
Genre
Labichea est un genre de plantes à fleurs dicotylédones de la famille des Fabaceae, sous-famille des Caesalpinioideae, originaire d'Australie, qui comprend une quinzaine d'espèces acceptées.

## Liste d'espèces
Selon Plants of the World Online :
- Labichea brassii C.T.White & W.D.Francis
- Labichea buettneriana F.Muell.
- Labichea cassioides DC.
- Labichea deserticola J.H.Ross
- Labichea digitata Benth.
- Labichea eremaea C.A.Gardner
- Labichea lanceolata Benth.
- Labichea nitida Benth.
- Labichea obtrullata J.H.Ross
- Labichea punctata Lindl.
- Labichea rossii N.Gibson
- Labichea rupestris Benth.
- Labichea saxicola J.H.Ross
- Labichea stellata J.H.Ross
- Labichea teretifolia C.A.Gardner